# Robert Haworth
Robert 'Bob' Haworth (26 tháng 7 năm 1878 – 26 tháng 11 năm 1961) là một cầu thủ bóng đá người Anh từng thi đấu ở vị trí centre half và right half ở các thập niên 1890 và 1900.
Trong mùa giải 1897–98 ông nằm trong đội hình của Darwen, trước khi chuyển đến Blackburn Rovers, nơi ông có 122 lần ra sân ở Football League.
Mùa hè năm 1904 he chuyển đến Fulham ở Southern Football League, và thi đấu 42 trận trước khi chuyển đến Brentford năm 1906.